# Hjalmar von Sydow

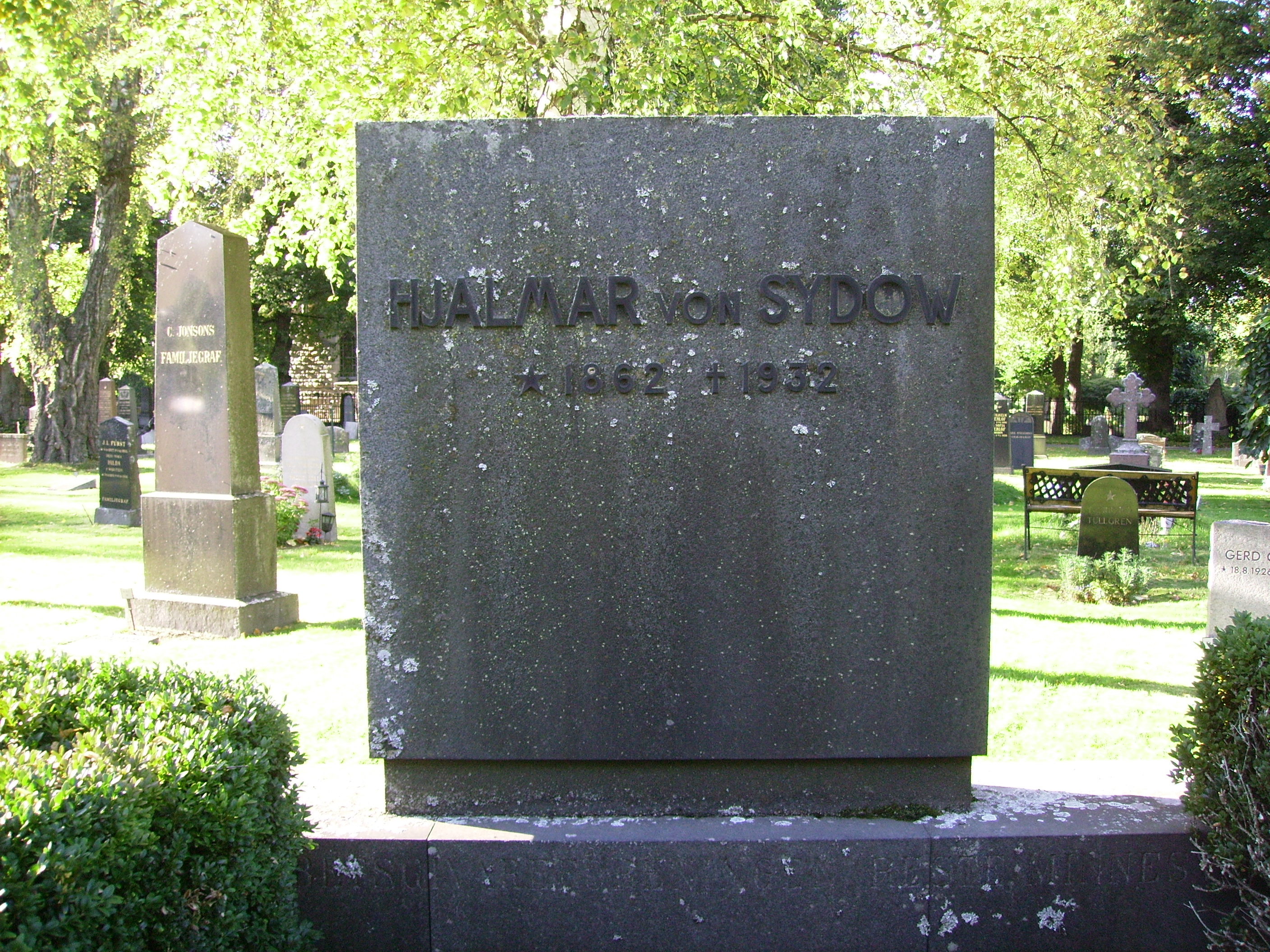
Hjalmar von Sydows gravvård på Norra begravningsplatsen i Solna kommun.

Adolf Hjalmar von Sydow, född 22 augusti 1862 i Växjö, död 7 mars 1932 i Stockholm (mördad), var en svensk jurist och politiker. 

## Liv och verk
von Sydow var son till häradshövdingen Johan Fredrik von Sydow (1826–1885) och Ida Alexia Elisabeth Edgren (1829–1909) samt yngre bror till häradshövdingarna Ernst von Sydow (1859–1930) och  Hugo von Sydow (1861–1930). Han gifte sig 1900 med Ruth Maria Albertina Schwartz (1875–1926). 
Efter studentexamen vid Katedralskolan i Lund 1880 inskrevs von Sydow samma år vid Lunds universitet där han avlade juris kandidatexamen 1886. Han var därefter auskultant i Skånska hovrätten och biträde i Torna och Bara domsaga innan han 1889 utnämndes till vice häradshövding.
Samma år vann von Sydow inträde till Överståthållareämbetet för polisärenden, varpå han avancerade inom polisen. Bland annat var han tillförordnad polismästare 1898–1899. Från 1907 blev han ordförande och verkställande direktör i Svenska Arbetsgivareföreningen, för att 1931 trappa ner värvet till rådgivare. I stället blev von Sydow ledamot av Statens industrikommission, Arbetsrådet och Arbetsdomstolen och ledamot av flera internationella socialpolitiska delegationer.
von Sydow var från 1916 ledamot av första kammaren, av lagutskottet från 1919 och var detta utskotts vice ordförande 1920. Han blev riddare av Vasaorden 1901. 
von Sydow mördades den 7 mars 1932 tillsammans med två anställda i hemmet i Stockholm. Den trolige gärningsmannen var von Sydows son, den 23-årige juridikstudenten Fredrik von Sydow.